# Massacro di Grattan
Il massacro di Grattan, noto anche come battaglia di Grattan, fu il primo scontro della prima guerra Sioux, combattuto tra United States Army e Lakota Sioux il 19 agosto 1854 durante la presidenza di Franklin Pierce. Si svolse ad est di Fort Laramie nel territorio del Nebraska, l'attuale contea di Goshen in Wyoming. 

## Contesto storico
Alla fine dell'estate del 1854 circa 4000 Brulé e Oglala erano accampati nei pressi di Fort Laramie secondo i termini del trattato del 1851. Il 17 agosto una mucca appartenente ad un mormone che viaggiava lungo la pista dell'Oregon si allontanò e fu uccisa da un Miniconjou di nome Fronte Alta. Il tenente Hugh Fleming, ufficiale anziano della piccola guarnigione, si consultò con il capo Orso Conquistatore per discutere la perdita del capo di bestiame. Fleming era all'oscuro, o scelse di ignorare, che questi problemi erano, secondo il trattato del 1851, gestiti dall'agente indiano locale, che in questo caso era John Whitfield che sarebbe dovuto arrivare nel giro di pochi giorni con le rendite grazie alle quali gli indiani avrebbero saldato il debito.
Non sapendo che non si trattava di una materia militare, Orso Conquistatore cercò di negoziare offrendo un proprio capo di bestiame o una mucca presa dalla mandria della tribù. Il proprietario della mucca insistette nel chiedere invece un risarcimento di 25 dollari. Il tenente Fleming chiese ai Sioux di arrestare Fronte Alta e di consegnarlo al fortino, ma Orso Conquistatore si rifiutò di farlo. Non aveva autorità sui Miniconjou e non voleva violare la tradizione di ospitalità. La discussione terminò con una situazione di stallo.
Il sottotenente John Lawrence Grattan, del 6º reggimento di fanteria, da poco uscito dall'accademia di West Point ed in attesa di un posto libero nel reggimento, guidò un distaccamento all'accampamento indiano per prendere in custodia Fronte Alta e portarlo alla fortezza. Grattan non aveva esperienza e non conosceva le abilità guerriere dei Lakota. Si trattava del suo primo incontro con i Sioux. Un comandante di Laramie in seguito disse: "Non ci sono dubbi che il tenente Grattan abbandonò la sua postazione nel desiderio di combattere gli indiani, e che era disposto a correre qualsiasi rischio". Nel gruppo di Grattan c'erano un sergente, un caporale, 27 soldati ed un interprete dalla lingua francese a quella dei nativi di nome Lucien Auguste. Grattan aveva inoltre due pezzi d'artiglieria.

## Ordine di battaglia

### Stati Uniti
A comandare i soldati c'era il Secondo Tenente Grattan, un inesperto e neograduato di West Point del Sesto Reggimento Fanteria.
Il suo plotone era composto da un sergente, un caporale e 27 soldati semplici, oltre a essere accompagnati da un interprete.

## Combattimento

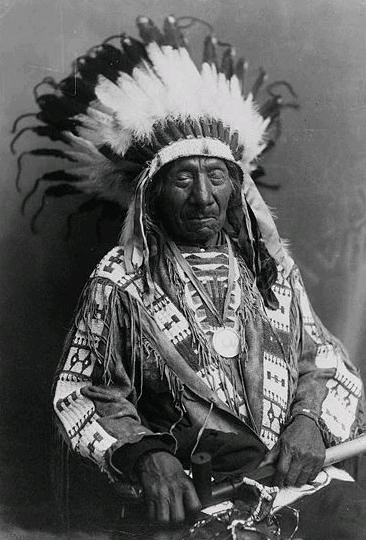
Anche Nuvola Rossa prese parte allo scontro

Quando il gruppo raggiunse l'accampamento Lucien Auguste era ubriaco, dato che aveva bevuto per tutto il tragitto temendo l'incontro con gli indiani. Grattan ruppe la sua bottiglia e lo sgridò. Auguste non conosceva bene la lingua Sioux, parlava solo il dakota e conosceva poco gli altri dialetti. Quando entrarono nell'accampamento iniziò a deridere i Sioux, chiamando "donne" i loro guerrieri e dicendo che i soldati non erano lì per parlare, ma per ucciderli tutti. Fu James Bordeaux, proprietario del vicino trading post e testimone dell'incontro, a raccontarlo in seguito.
Gli storici stimano che l'accampamento contasse circa 1200 guerrieri su un totale di 4 800 abitanti. Secondo Bordeaux, il tenente Grattan iniziò a comprendere il rischio e smise di discutere con il commerciante. Bordeaux gli consigliò di parlare direttamente con Orso Conquistatore e lasciargli gestire la situazione. Grattan sembrò capire e continuò l'avanzata nell'accampamento. Raggiungendo la capanna di Fronte Alta gli ordinò di arrendersi, ma questi si rifiutò.
Grattan si recò da Orso Conquistatore, affermando che i Sioux avrebbero dovuto arrestare il colpevole e consegnarglielo. Orso Conquistatore si rifiutò di farlo ma cercò di negoziare, offrendo un cavallo in cambio della mucca. Bordeaux disse che l'interprete Auguste irrise i Sioux, e non riuscì a tradurre quanto dicevano Orso Conquistatore e Grattan, tanto che sembrò crearsi confusione. Orso Conquistatore chiese a Bordeaux di fare da interprete, dato che i Sioux confidavano in lui e nelle sue qualità di traduttore. Chiamato dai Sioux, Bordeaux si recò sul luogo di incontro. In seguito disse di essersi accorto che la situazione stava sfuggendo di mano. Mentre Grattan pressava Orso Conquistatore, molti guerrieri Sioux iniziarono ad accerchiare i soldati.
Terminata la discussione, Grattan raggiunse il proprio reparto e ordinò di aprire il fuoco con l'artiglieria, e lo stesso Orso conquistatore fu ferito mortalmente (sarebbe morto nove giorni dopo nei pressi del fiume Niobrara). I guerrieri iniziarono a scoccare frecce mentre i capi cercarono di riprendere il controllo; Coda Chiazzata guidò i guerrieri Sichangu Teton all'attacco contro le "giacche blu" e i loro due obici, Nuvola Rossa raggiunse il campo di battaglia guidando i guerrieri Oglala Teton, Fronte Alta condusse i guerrieri Minneconjou Teton. I Sioux uccisero Grattan, 11 dei suoi uomini e l'interprete. Un gruppo di 18 soldati fuggì a piedi cercando di raggiungere alcune rocce per difendersi, ma furono raggiunti ed uccisi da alcuni guerrieri. Un soldato sopravvisse al massacro, ma morì poi per le ferite riportate. I 28 soldati uccisi sono sepolti a Fort McPherson, Nebraska, mentre Grattan è sepolto a Fort Leavenworth, Kansas.
Orso Conquistatore fu ucciso insieme a 12 Lakota . Bordeaux fu risparmiato perché aveva sposato una Brulé Sioux, ed era amico della tribù.

## Conseguenze
I guerrieri infuriati giurarono di attaccare i bianchi. Si diressero verso Fort Laramie il mattino seguente ma si ritirarono. Saccheggiarono il trading post risparmiando però Bourdeau. Il terzo giorno dopo l'attacco statunitense Brule ed Oglala abbandonarono il campo sul fiume North Platte e fecero ritorno alle rispettive riserve di caccia. Il quarto giorno i militari chiesero a Bourdeau di organizzare un funerale. La sua squadra si recò sul luogo del delitto e scoprì che i soldati uccisi erano stati mutilati. Il corpo di Grattan fu identificato grazie all'orologio e riportato alla trading post, mentre il resto della truppa fu sepolto in una fossa comune.
Alcuni dei resti furono poi riesumati e sepolti di nuovo presso il cimitero nazionale di Fort McPherson, dove un monumento di marmo bianco fu eretto in loro memoria. I resti di Grattan furono in seguito portati al cimitero nazionale di Fort Leavenworth in Kansas. Una lapide fu eretta a circa 800 metri dal luogo dello scontro.
La stampa statunitense lo definì il "massacro di Grattan". I racconti ignorarono il fatto che furono gli statunitensi ad istigare la lotta sparando nella schiena ad Orso Conquistatore, e che Grattan aveva violato il trattato firmato. Quando la notizia del combattimento raggiunse il dipartimento della Guerra, gli ufficiali iniziarono a studiare un modo per punire i Sioux. Il segretario alla guerra Jefferson Davis definì l'incidente "il risultato di un piano prestabilito".
Il colonnello William Selby Harney fu richiamato da Parigi nell'aprile 1855 e mandato a Fort Kearny, dove riunì un commando di 600 uomini del 6º fanteria, 10º fanteria, 4º artiglieria e del suo 2° dragoni. In tutto aveva quattro compagnie a cavallo guidate dal tenente colonnello Philip Saint George Cooke e cinque compagnie di fanteria col maggiore Albemarle Cady. Partirono il 24 agosto 1855 per cercare i Sioux. Si dice che Harney abbia detto: "Per Dio, sono per la battaglia, non per la pace".
Avvisati da Thomas S. Twiss dell'Indian Bureau che si stava allestendo un esercito, metà dei Lakota accampati a nord del Platte si diresse a Fort Laramie per essere trattati da amici. L'altra metà guidata dal successore di Orso Conquistatore, Piccolo Tuono, si nascose considerandosi in pace ma temendo il comportamento di Harney, e continuò a nascondere i guerrieri cercati dall'esercito. Harney li affrontò nella battaglia di Ash Hollow (nota anche come battaglia di Bluewater Creek) il 3 settembre 1855, ed in questa occasione i soldati statunitensi uccisero molti Brulé Sioux dell'attuale contea di Garden, in Nebraska. Il villaggio di 230 persone fu assaltato dalla fanteria ed assediato dalla cavalleria.
Harney tornò a Fort Laramie con 70 prigionieri. Il 25 ottobre i tre guerrieri cercati dalla spedizione si arresero e furono tenuti per un anno a Fort Leavenworth, prima di essere rilasciati. Harney ordinò alle tribù di mandare rappresentanti ad un consiglio a Fort Pierre nel marzo 1856, per firmare un trattato stilato dal dipartimento della Guerra. Twiss cercò di rendere meno duro il trattato e Harney lo rimosse dall'incarico senza la necessaria autorità. Il commissario degli affari indiani George Washington Manypenny chiese poi al Senato di annullare il trattato e reinsediare Twiss. Lo spauracchio di Harney limitò i Lakota per almeno dieci anni.
Storici come Griske credono che gli oltre vent'anni di guerriglia che seguirono nelle Grandi Pianure furono scatenati dal massacro di Grattan. Altri ipotizzano vari fattori, soprattutto il desiderio statunitense di controllare le terre Sioux.